# Samuel Cornut
Samuel Cornut (* 28. Juni 1861 in Aigle; † 1. Mai 1918 in Thonon) war ein französischsprachiger Autor aus der Schweiz. Er war mit Édouard Rod befreundet und gilt als Vorläufer der Moderne.
Für seinen Roman La Trompette de Marengo erhielt er 1909 den Prix Rambert, einen alle drei Jahre verliehenen Literaturpreis für französischsprachige Schweizer Literatur.

## Werke (Auswahl)
- La Trompette de Marengo (1908), Roman
- L’Inquiet (1900), Roman
- Le Testament de ma jeunesse (1903), Roman